# Bloc de Progrés Jaume I
El Bloc de Progrés Jaume I va ser una plataforma civil impulsada per Eliseu Climent i Acció Cultural del País Valencià poc abans de les eleccions a les Corts Valencianes de 1995, les primeres on el Partit Socialista del País Valencià-PSOE perdria la majoria davant el Partit Popular d'Eduardo Zaplana.

## Història
El Bloc de Progrés va llançar un manifest titulat No voteu Zaplana, que des d'Unitat del Poble Valencià, i des d'altres sectors, va ser interpretat com una demanda de vot útil vers el PSPV-PSOE. També publicà adhesius amb Eduardo Zaplana vestit de vaquer amb la inscripció no debiste salir de Cartagena, forastero, causant gran contovèrsia per les connotacions xenòfobes.
L'11 de març de 1995, el Bloc de Progrés realitza una històrica manifestació a Alacant sota el lema Alacant és important. Hi participaren més de 30.000 persones i hi convocaren les principals associacions, sindicats i partits polítics progressistes (PSPV-PSOE, EUPV, UPV). El 6 de maig del mateix any, en plena campanya electoral a les eleccions autonòmiques, el Bloc de Progrés Jaume I reunia més de 130.000 manifestants sota el lema Guanyem el futur, NO Perdem el País. Tot i el lideratge del PSPV-PSOE, la capçalera va comptar amb la presència de personatges independents vinculats a la cultura del País Valencià, com Josep Vicent Marquès, Enric Valor o Xavier Mariscal.
La manifestació va estar precedida de diferents actes culturals i mobilitzacions, que arribaren a comptar amb la participació de l'alcalde de Barcelona, el socialista Pasqual Maragall, que va participar en un aplec a la Plaça de Bous de València amb l'assistència de diferents candidats del PSOE.
D'altra banda, l'experiència del Bloc de Progrés va servir per a revifar l'activisme cultural i cívic del valencianisme, en un context on els diferents conflictes sobre la natura dels valencians havien portat a una sensació d'exhaustiment. Tanmateix, també revifà l'anticatalanisme i provocà divisió entre el nacionalisme valencià polític, especialment dins d'Unitat del Poble Valencià que veien en l'organització una maniobra per a captar el seu electoral per part del Partit Socialista.

## Després de les eleccions
El Bloc de Progrés Jaume I convocaria també la manifestació del 25 d'abril de 1996 a València, que seria vetada dels informatius de Radiotelevisió Valenciana, provocant les queixes de la redacció.
Tot i deixar l'activitat poc després de les eleccions, en 1998 naix el partit polític Front pel País Valencià a partir d'antics membres del Bloc de Progrés.
En l'actualitat encara estan en actiu el Bloc de Progrés Jaume I de l'Alcúdia i el Bloc de Progrés Jaume I de Torís (La Ribera).